# Tasitolu
Tasitolu (auch Taci Tolu) ist ein Außenbezirk der osttimoresischen Landeshauptstadt Dili. Er liegt acht Kilometer westlich des Stadtzentrums in der Aldeia 12 de Outubro (im äußersten Westen des Sucos Comoro, Verwaltungsamt Dom Aleixo, Gemeinde Dili). Tasitolu (Tetum für Drei Wasser oder Drei Meere) ist nach den drei dort liegenden Salzseen benannt und liegt zwischen den Hügeln im Landesinneren und der Küste der Straße von Wetar. Die drei Seen sind von West nach Ost die João-Paulo-Lagune (nach Papst Johannes Paul II.), die Klaranlagune (deutsch Mittlere Lagune) und die Santa-Maria-Lagune.

## Geographie
Tasitolu bildet keine geschlossene Siedlung oder eigenständige Verwaltungseinheit, sondern die Region um die namensgebenden Salzseen. Das Gebiet hat eine Fläche von 1540 Hektar und reicht von Meereshöhe bis auf 403 m Höhe. Entlang der Küste führt eine Überlandstraße, die grob dem gesamten Verlauf der Nordküste Osttimors folgt und einer der wichtigsten Verkehrswege des Landes ist. Südlich der Straße liegen die Kapelle von Tasitolu und ein mit Bäumen bepflanzter Bereich. Ihm folgen ein großer Bereich, der für Großveranstaltungen dient, und die drei Seen. Von Süden führen in der Regenzeit einige Zuflüsse zu den Seen, darunter der Mota Tasitolu (Tasitolu-Fluss). Die Seen treten dann über die Ufer und können benachbarte Straßen und Siedlungen überfluten. Die Pläne für einen Kanal, der das überschüssige Wasser direkt ins Meer geleitet hätte, wurden aufgegeben, da sie das anliegende Tauchgebiet durch mitgeführte Sedimente gefährdet hätten. In der Trockenzeit schrumpfen die Seen wieder, trocknen aber nicht komplett aus. Rund um das Areal befinden sich Siedlungen, so südlich Lih Baulelo. Da sie keine eigenständige administrativen Einheiten bilden, gibt es keine genauen Angaben über die Bevölkerungszahl in Tasitolu. 2015 lebten in 12 de Outubro 14.025 Menschen, wovon aber ein Teil auch weiter östlich hinter der nächsten Erhebung lebt. Dilis internationaler Flughafen Presidente Nicolau Lobato liegt etwa anderthalb Kilometer nordöstlich von Tasitolu.

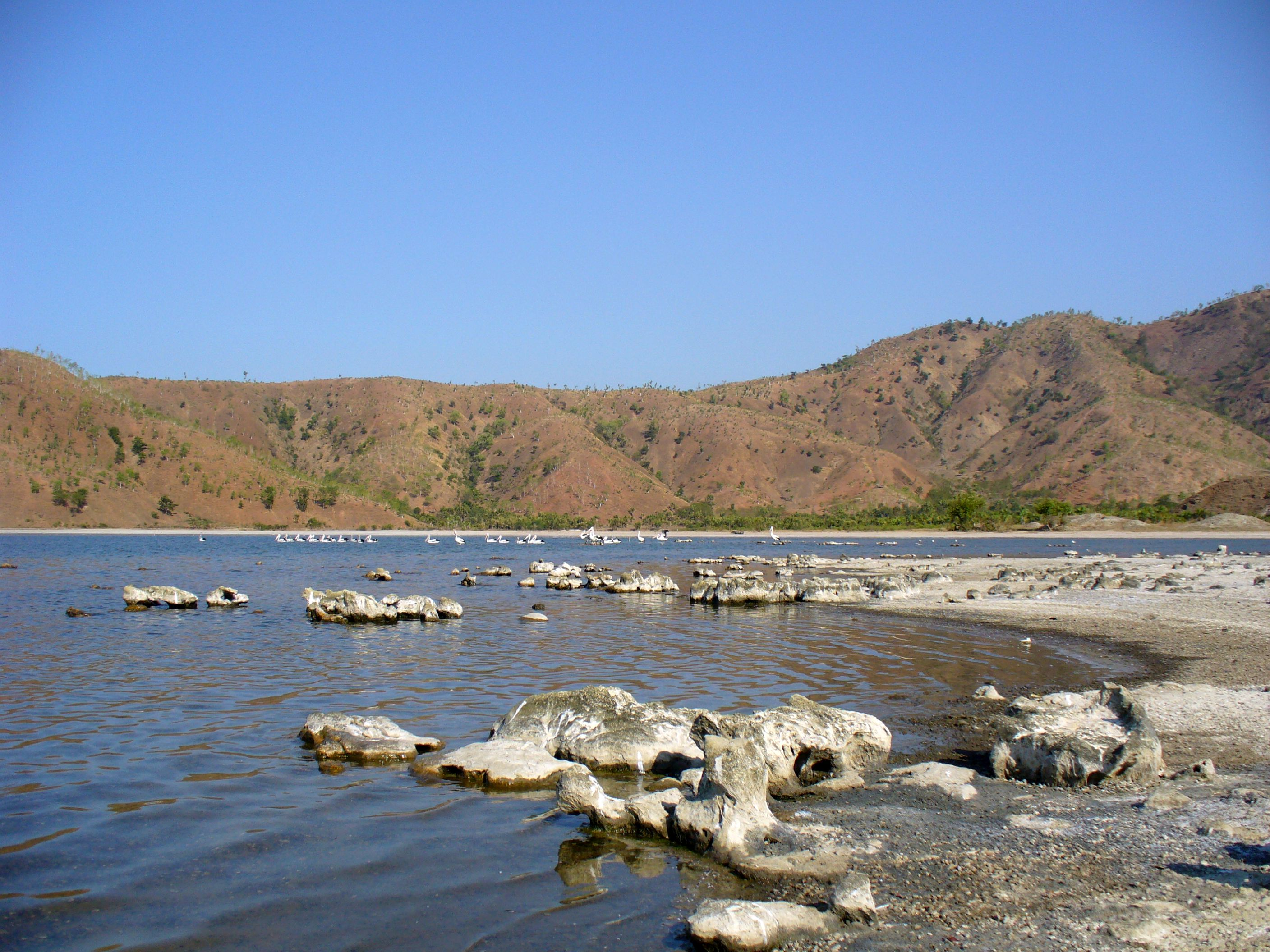
Das Ufer (2006)
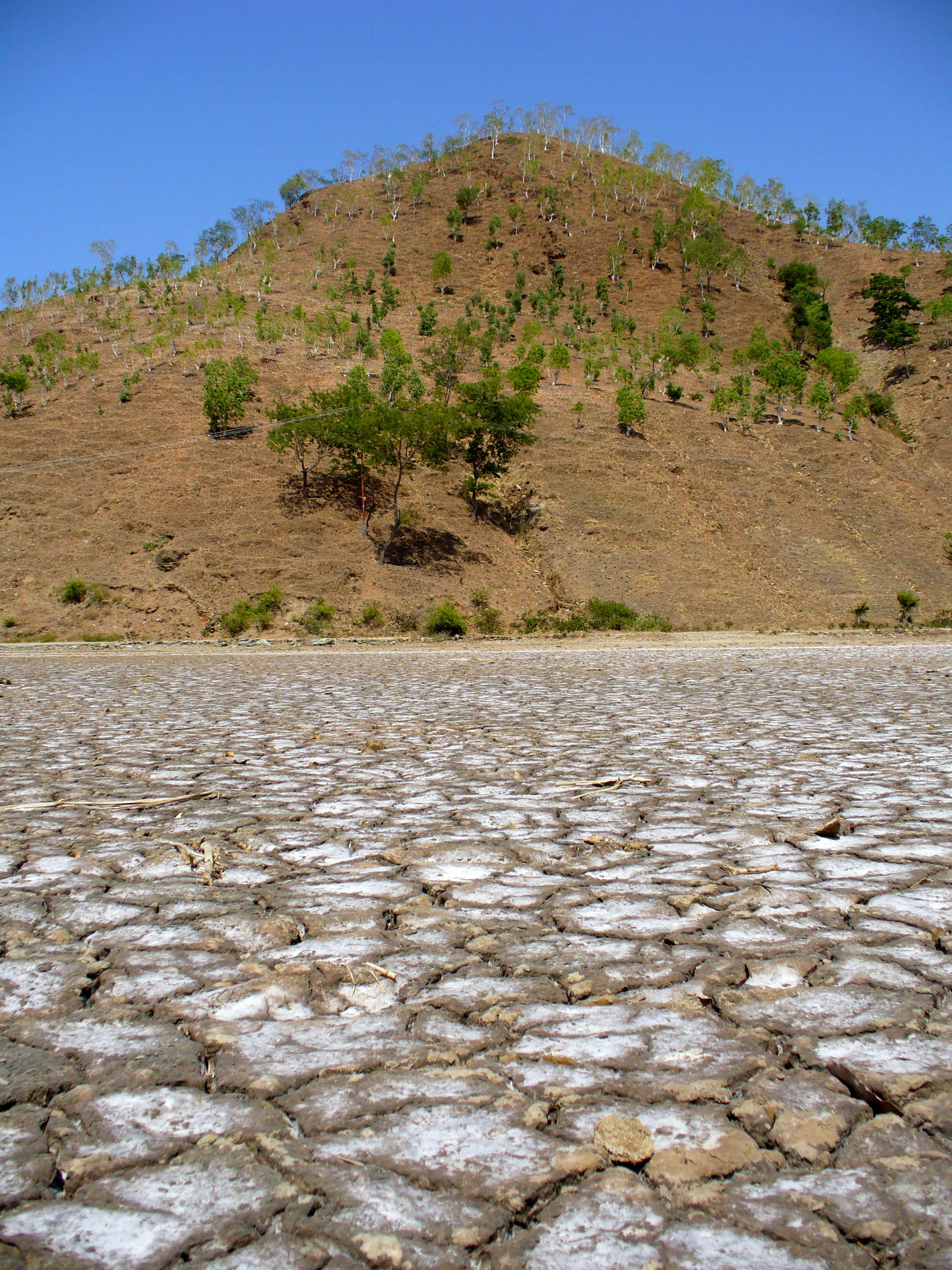
In der Trockenzeit fallen Teile der Seen trocken (2006)
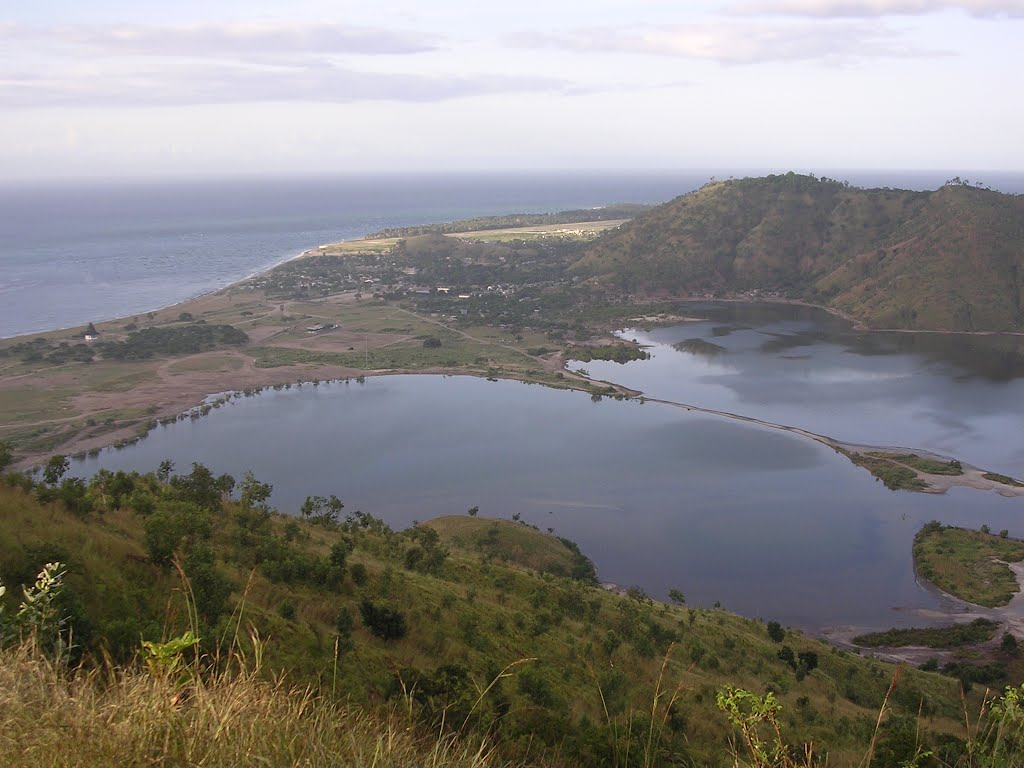
Tasitolu in der Regenzeit (2005)
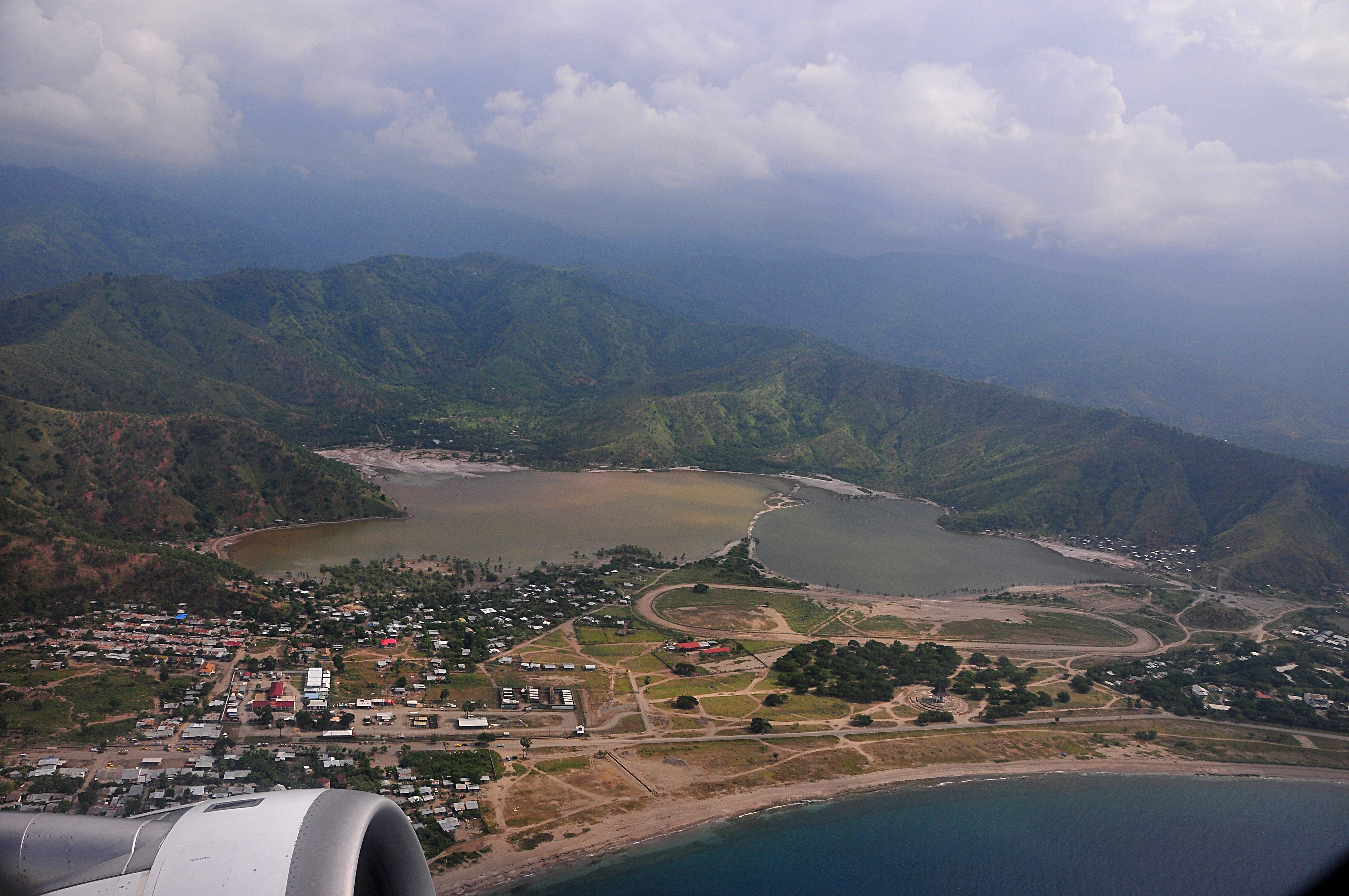
Die Seen von oben (2010)
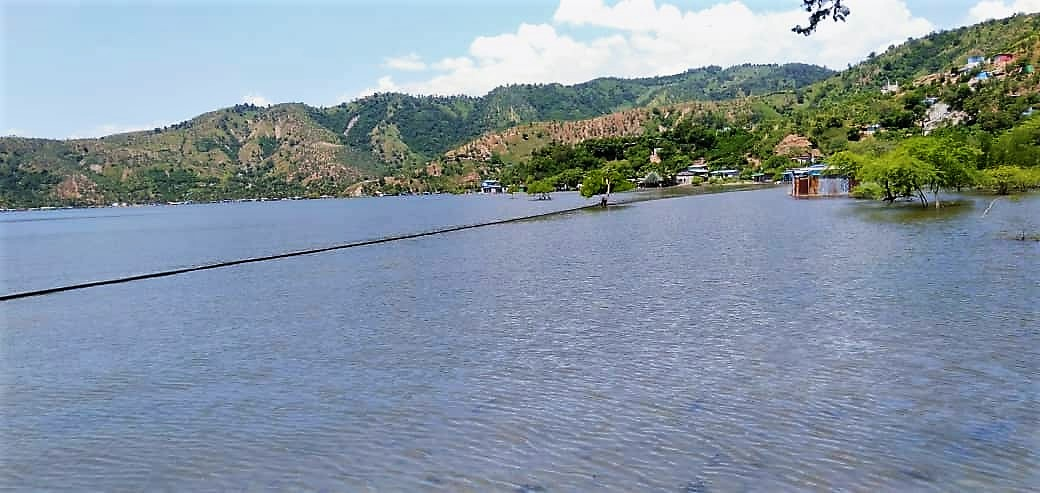
Überflutungen im April 2021

## Geschichte

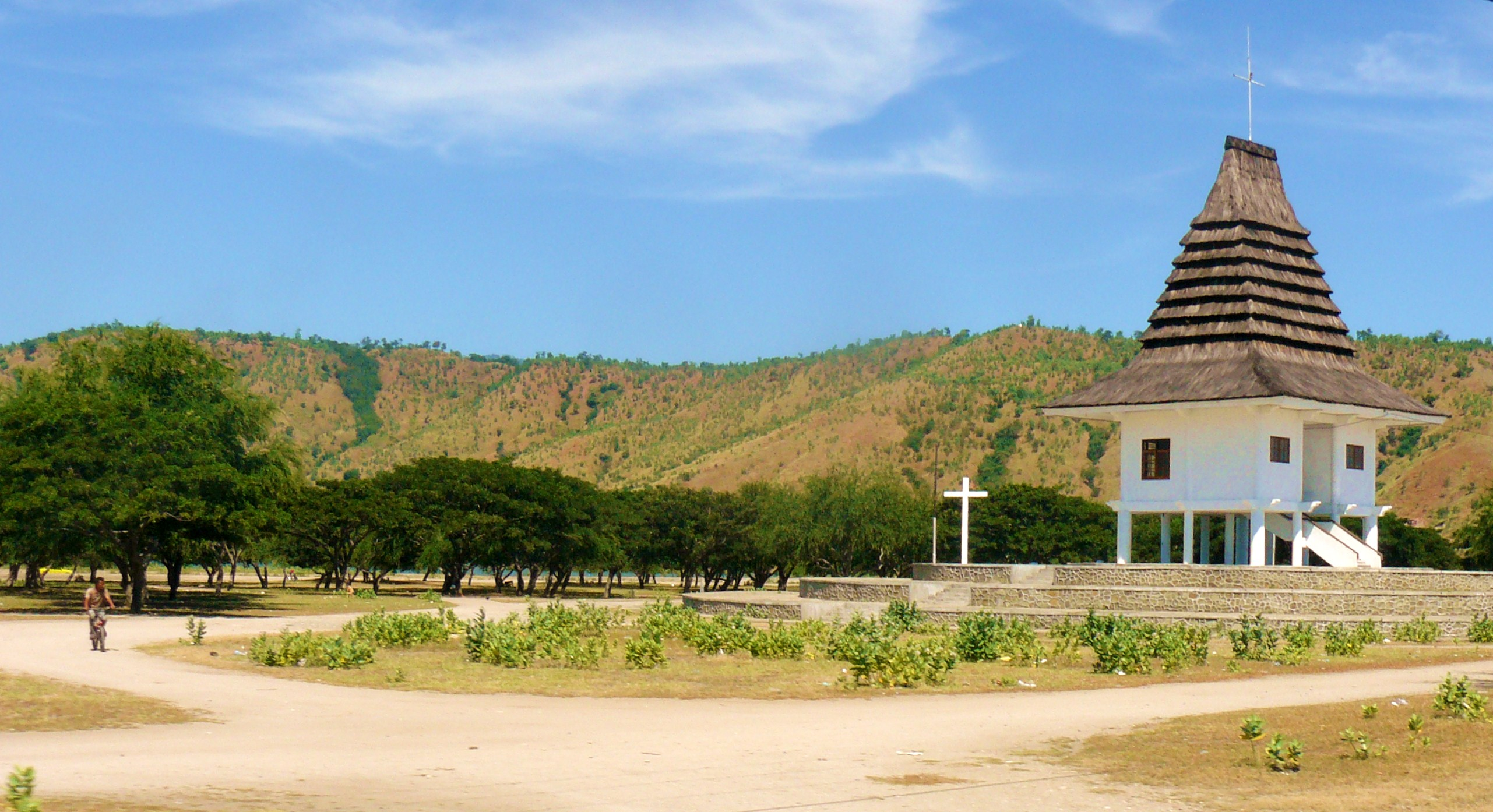
Die Kapelle von Tasitolu im timoresischen Stil

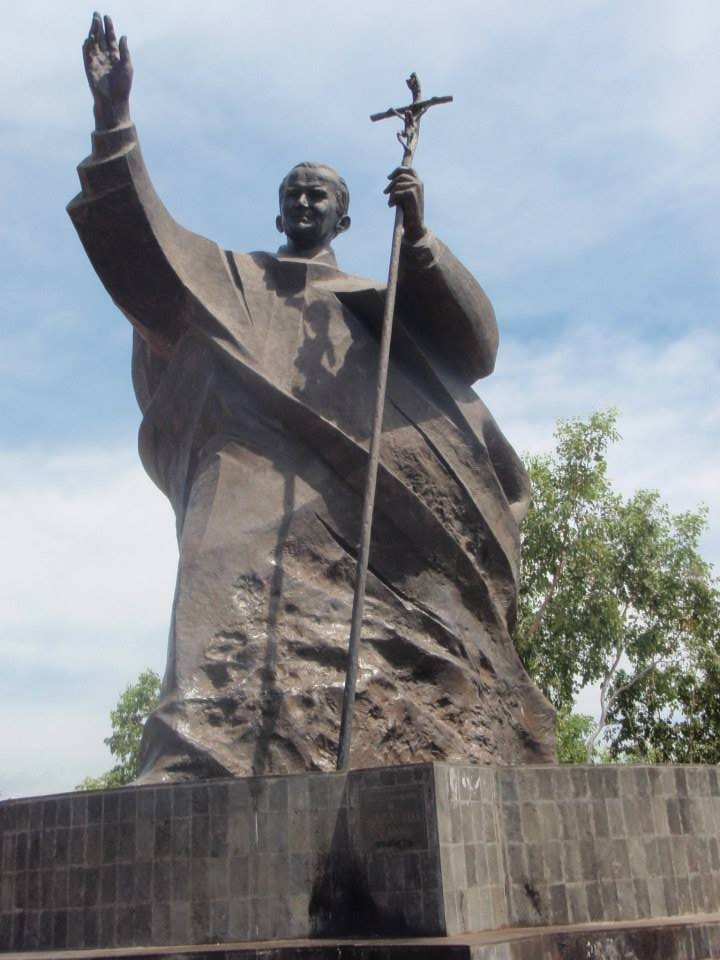
Denkmal für Johannes Paul II. in Tasitolu

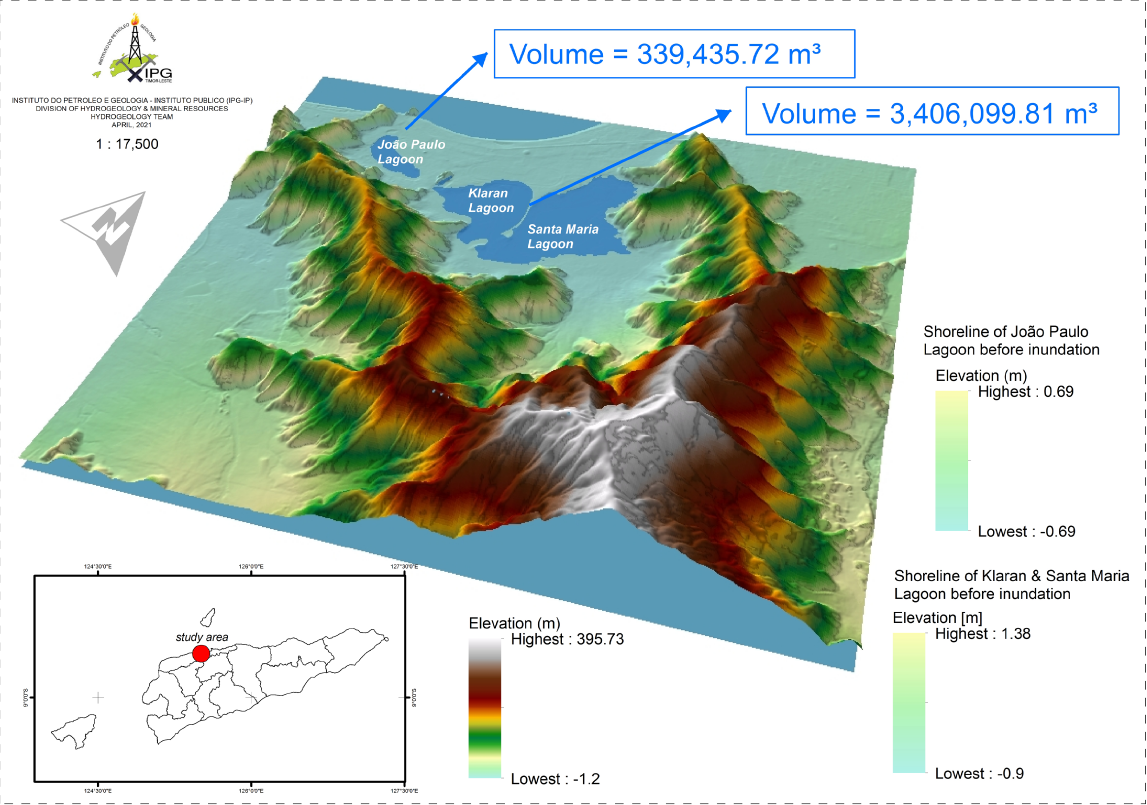
Die Seen von Tasitolu und ihr Volumen am 23. April 2020 (vor der Flut von 2021)

Zahlreiche timoresische Opfer der indonesischen Invasion im Jahr 1975 und der nachfolgenden Besetzung bis 1999 wurden in Tasitolu verscharrt. Das Areal galt als ein „well-known killing place“ (allgemein bekannter Ort, an dem getötet wird). Menschen wurden von indonesischen Soldaten hierher verschleppt, hingerichtet und vergraben.
Während der Besatzungszeit wechselte Tasitolu vom Kabupaten Liquiçá zu Dili.
Am 12. Oktober 1989 feierte Papst Johannes Paul II. in Tasitolu eine Großmesse auf Tetum und Englisch. Der Besuch stärkte das Selbstbewusstsein der Bevölkerung und rückte die indonesische Besetzung Osttimors für kurze Zeit wieder in das Bewusstsein der Weltöffentlichkeit. Nach der Messe entfaltete eine Gruppe junger Leute Transparente. Sie demonstrierten für Selbstbestimmung und gegen Menschenrechtsverletzungen. Diesem für Indonesien peinlichen Moment folgte eine Welle von Verhaftungen und Folter. Daran erinnert eine Kapelle mit dem Dach eines Uma Lulik und seit 2008 eine sechs Meter hohe Monumentalstatue von Papst Johannes Paul II. Sie steht auf einem Hügel und bildet so ein Gegenstück zur Jesusstatue auf der Ostseite der Bucht von Dili in Cristo Rei.
Nach dem Abzug der Indonesier wurden 1999 internationale Friedenstruppen im Gebiet von Tasitolu stationiert. Die UN-Verwaltung Osttimors (UNTAET) stellte im Jahr 2000 700 Hektar Tasitolus, zusammen mit 14 anderen als Wildschutzgebiet (Protected Natural Areas PNA) unter Schutz.
Am 20. Mai 2002 wurde in Tasitolu in einer Zeremonie Osttimor aus der UN-Verwaltung in die Unabhängigkeit entlassen. Aufgrund der historischen und gesellschaftlichen Bedeutung erklärte Präsident Xanana Gusmão am 12. Februar 2004 das Areal zum Friedenspark. Zu diesem Anlass wurden 200 Bäume gepflanzt; insgesamt plante man, 40 Hektar wiederaufzuforsten.

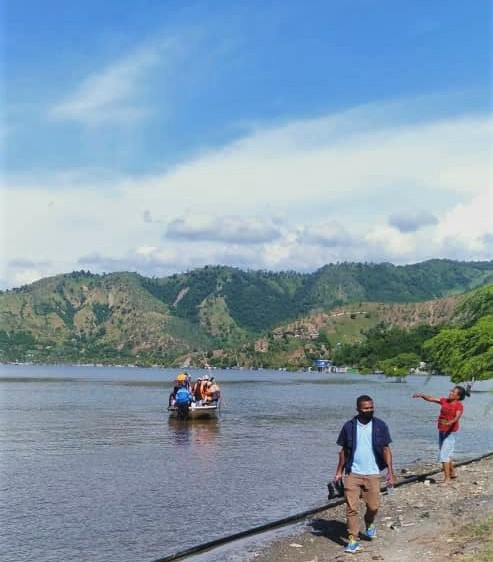
Versorgung der Flutopfer per Boot (22. April 2021)

Während der Unruhen in Osttimor 2006 wurden in Tasitolu etwa hundert Häuser niedergebrannt. Man errichtete drei Lager, in denen mehrere hundert Flüchtlinge untergebracht wurden. Im größten Lager, westlich der Seen, fanden 371 Familien Zuflucht. Die Lager wurden 2009 geschlossen.
Nach 2006 breitete sich die Besiedlung bis in den geschützten Berich rund um die Seen aus. Durch die schweren Überschwemmungen am 4. April 2021 traten die drei Seen über die Ufer und vereinigten sich zu einer großen Lagune, die unter anderem den großen Festplatz der Stadt überschwemmte. Die Bewohner des Gebietes flohen in die dahinterliegenden Hügel und müssen dort mit Hilfe von herangebrachten kleinen Fischerbooten (Beiros) übers Wasser mit Lebensmitteln versorgt werden.
Bereits im September 2023 wurde den illegalen Bewohnern des Gebiets eine Räumung angekündigt. 2024 kündigte der Staatssekretär für Toponymie und Städteplanung Germano Santa Brites Dias an, dass das Schutzgebiet von den illegalen Bauten wieder geräumt werden soll. Im April begann die Prüfung, wie viele Häuser davon betroffen sind. Auf der Pferderennbahn wurde für den Papstbesuch in Osttimor 2024 ein Altar errichtet und das Gelände für 164.777 registrierte Zuschauer vorbereitet. Insgesamt wohnten etwa 600.000 Menschen der Papstmesse bei. Im Vorfeld waren bereits 90 illegale Bewohner aus ihren Hütten auf dem Gelände vertrieben und die Häuser mit Bulldozern zerstört worden. Die elf Familien hatten dafür zwischen 7000 und 10.000 US-Dollar als Entschädigung erhalten. Nach dem Papstbesuch sollen weitere 1300 illegal siedelnde Familien von dem Land entfernt werden.

## Nutzung der Region

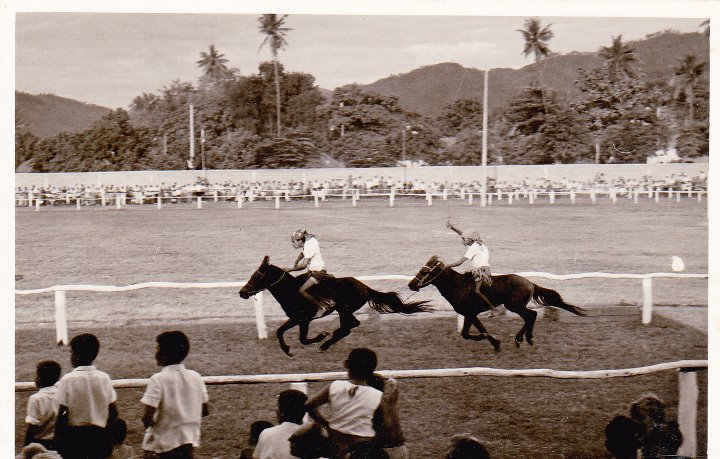
Pferderennen in Tasitolu (1970)

700 Hektar von Tasitolu stehen als Friedenspark unter besonderem Schutz, womit er in Osttimor das dritte Großschutzgebiet nach den beiden Nationalparks Nino Konis Santana und Kay Rala Xanana Gusmão ist.
Ende Oktober 2008 wurden Pläne für ein Fünf-Sterne-Hotel mit 350 Zimmern in Tasitolu bekannt. Dieses erste Luxushotel im Land mit Namen Pelican Paradise Hotel sollte zwischen zwei Bergrücken bis 2012 errichtet werden. Zum Hotel sollte auch ein Golfplatz mit 27 Löchern zwischen den Seen und ein Business Park entstehen. Bei den Erdarbeiten für das Hotel wurden die sterblichen Überreste von neun Menschen gefunden. Die Toten waren gefesselt und man fand Hinweise darauf, dass sie erschossen worden waren. Es handelt sich bei ihnen um Opfer aus der indonesischen Besatzungszeit. Zwei trugen portugiesische Militäruniformen, weswegen man vermutet, dass es sich bei ihnen um Freiheitskämpfer der FALINTIL handelt. Die Umsetzung der Baupläne des Luxushotels ziehen sich aber hin. Widersprüchlich dazu ist die Ankündigung von Romão Guterres, des Nationalen Direktors für Land und Eigentum im September 2016, dass die Bewohner Tasitolus spätestens 2017 das Gebiet räumen müssten, da die Regierung dort einen Nationalpark schaffen wolle. Es werde eine 30-Tage-Frist für die Einwohner geben, bevor notfalls mit der Polizei das Wohngebiet geräumt werden würde. Entschädigungen gäbe es mangels einer gesetzlichen Grundlage nicht, aber würde man humanitäre Unterstützung anbieten.
2012 wurden am 20. Mai die Feiern zum 10. Jahrestag der Unabhängigkeit und die Vereidigung des neuen Präsidenten Taur Matan Ruak in Tasitolu begangen.
Jährlich finden in Tasitolu Pferderennen statt.

## Fauna und Flora
| IBA-"Trigger" Vogelarten in Tasitolu                |                  |                           |
| Vogelart                                            | Status           | In der Region Timor/Wetar |
| Timortaube (Schwarze Timortaube, Turacoena modesta) | gering gefährdet | endemisch                 |
| Sundafruchttaube (Ducula rosacea)                   | gering gefährdet | nicht endemisch           |
| Gelbkopflori (Trichoglossus euteles)                | nicht gefährdet  | endemisch                 |
| Timorsittich (Aprosmictus jonquillaceus)            | gering gefährdet | endemisch                 |
| Temminckhonigfresser (Meliphaga reticulata)         | nicht gefährdet  | endemisch                 |
| Timorlederkopf (Philemon inornatus)                 | nicht gefährdet  | endemisch                 |
| Timorhonigfresser (Lichmera flavicans)              | nicht gefährdet  | endemisch                 |
| Dreifarben-Honigfresser (Myzomela vulnerata)        | nicht gefährdet  | endemisch                 |
| Timorgerygone (Gerygone inornata)                   | nicht gefährdet  | endemisch                 |
| Orpheusdickkopf (Pachycephala orpheus)              | nicht gefährdet  | endemisch                 |
| Sundapirol (Oriolus melanotis)                      | nicht gefährdet  | endemisch                 |
| Timorschmätzer (Saxicola gutturalis)                | gering gefährdet | endemisch                 |
| Macklot-Mistelfresser (Dicaeum maugei)              | nicht gefährdet  | endemisch                 |
| Sonnennektarvogel (Cinnyris solaris)                | nicht gefährdet  | nicht endemisch           |
| Timor-Reisfink (Padda fuscata)                      | gering gefährdet | endemisch                 |

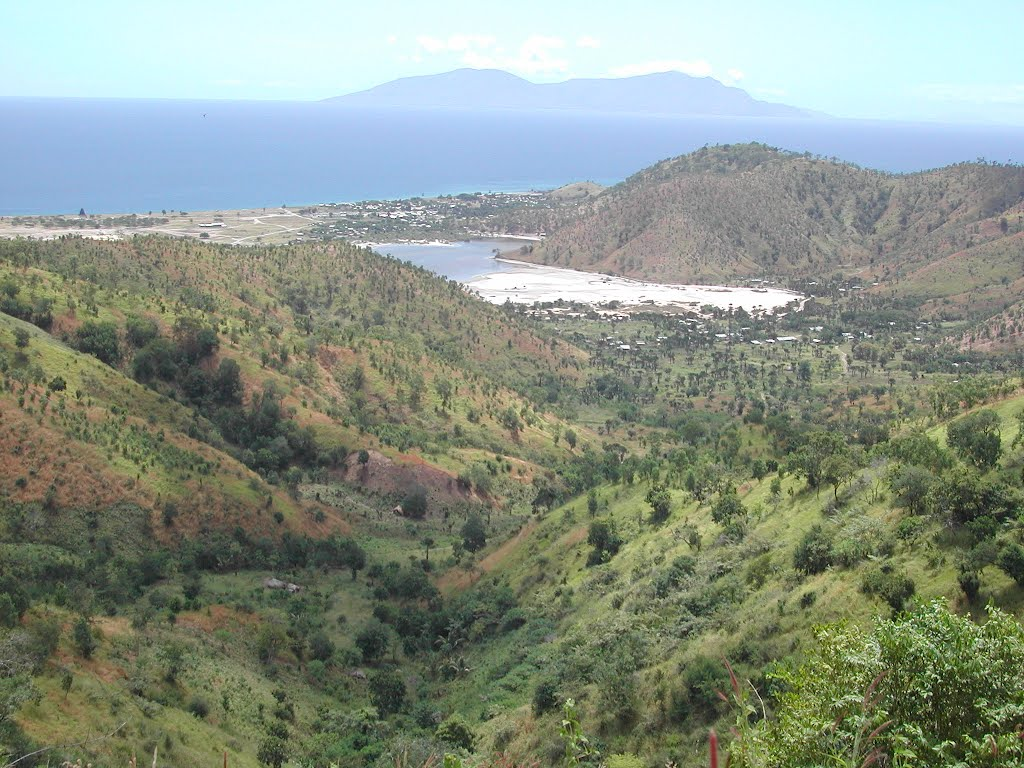
Das Hinterland Tasitolus mit Blick auf die Insel Atauro

Zum Schutzgebiet gehören neben den Seen die dazwischenliegenden Feuchtgebiete, der Sandstrand (Praia Tasitolu) und umliegendes Grasland, Mangroven und Waldungen mit Eukalyptusbäumen (Eucalyptus alba savanna). In geschützten Schluchten und Stellen mit Oberflächenwasser gibt es kleine tropische Trockenwälder. Vor allem das Sammeln von Feuerholz bedroht den Baumbestand. Außerdem sind das Abladen von Müll und der Abbau von Sand und Felsen ein Problem. Belastet wird das Areal auch durch das jährlich stattfindende Pferderennen und durch Fahrschüler, die auf den ausgetrockneten Salzplatten üben. Zusammen mit Tibar (Gemeinde Liquiçá), Areia Branca, Hera und Metinaro (Gemeinde Dili) bildet Tasitolu ein Netzwerk kleiner Feuchtgebiete an der Küste westlich und östlich des Stadtzentrums von Dili.
An den Seen überwintern jedes Jahr Hunderte von Wasservögeln aus Nordostasien. Auch viele einheimische Vögel leben hier, weswegen Tasitolu 2007 von BirdLife International zur Important Bird Area (IBA) erklärt wurde. Anders als der Friedenspark Tasitolu umfasst das Important Bird Area Tasitolu das gesamte Gebiet. BirdLife International hat hier fünf bedrohte Vogelarten und zehn weitere registriert, die es als restricted-range species (Arten mit beschränkter Verbreitung) einstuft und sie deshalb als Trigger-Arten betrachtet. Die meisten von ihnen sind sogar in der Region Timor/Wetar endemisch, weswegen BirdLife International Timor und Wetar zusammen zum „Endemic Bird Area“ (EBA), genauer zum „Timor and Wetar Endemic Bird Area“, erklärt hat. Dazu gehören auch die Timor vorgelagerten indonesischen Inseln Sawu, Roti und Semau und die osttimoresischen Inseln Atauro und Jaco. Im Timor and Wetar Endemic Bird Area gibt es insgesamt 23 Trigger-Arten.
In manchen Jahren färbt sich das Wasser der Seen rot, wahrscheinlich durch die Alge Dunaliella salina. Viele Menschen glauben, dass es die vielen Opfer in der indonesischen Besatzungszeit (1975–1999) sind, die in diesem Gebiet begraben worden sein sollen, durch die sich das Wasser rot färbt. Unter anderem der Umstand, dass zu den letzten Verfärbungen in den Jahren 1975, 1999 und 2006 kam, in denen Osttimor den Bürgerkrieg und die indonesische Invasion 1975, die Krise in Osttimor 1999 und die Unruhen 2006 erleiden musste, führt dazu, dass die Rotfärbung als schlechtes Omen angesehen wird. 2017 färbten sich die Seen wieder rot.
Direkt an der Meeresküste von Tasitolu befinden sich die touristisch erschlossenen Tauchplätze Tasitolu und Dili Rock. In zwei bis 40 m Tiefe kann man hier farbenprächtige Weichtiere, Fische, Anemonen und Korallen beobachten. Die Region gehört zum Korallendreieck mit einer der höchsten Biodiversitäten in der Welt.

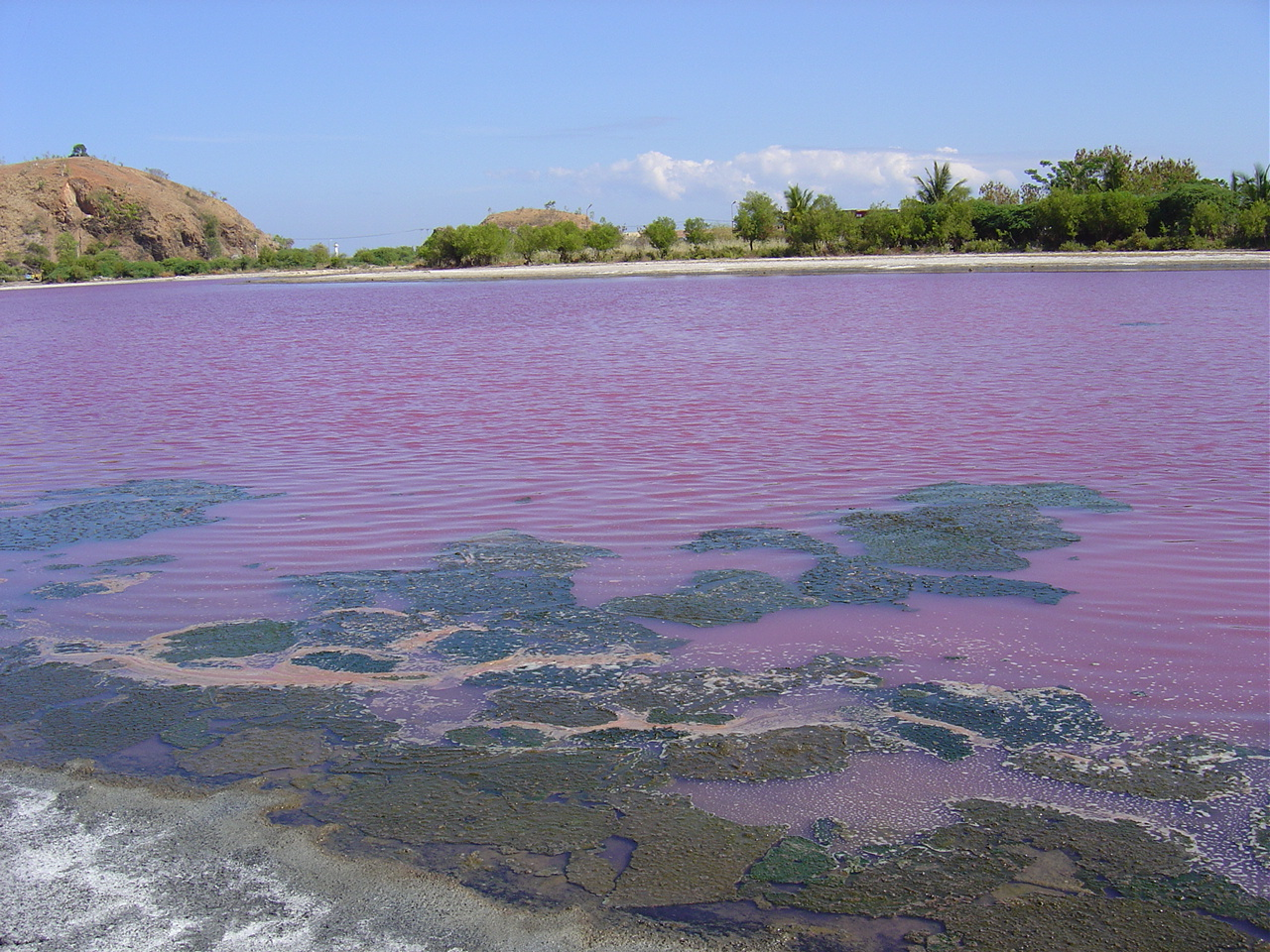
Die Rotverfärbung entsteht wahrscheinlich durch Algen (2006)
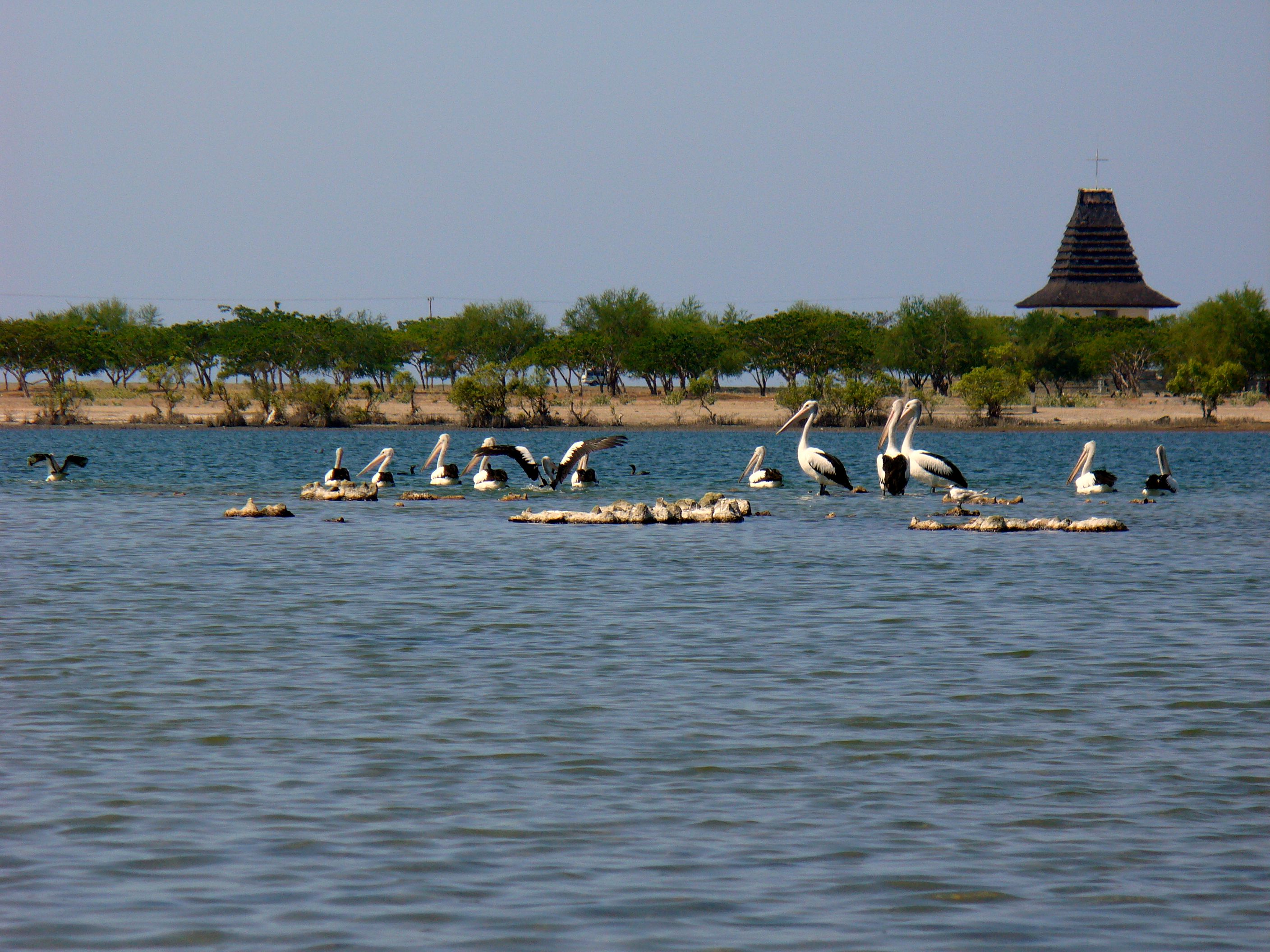
Brillenpelikane mit der Kapelle von Tasitolu im Hintergrund
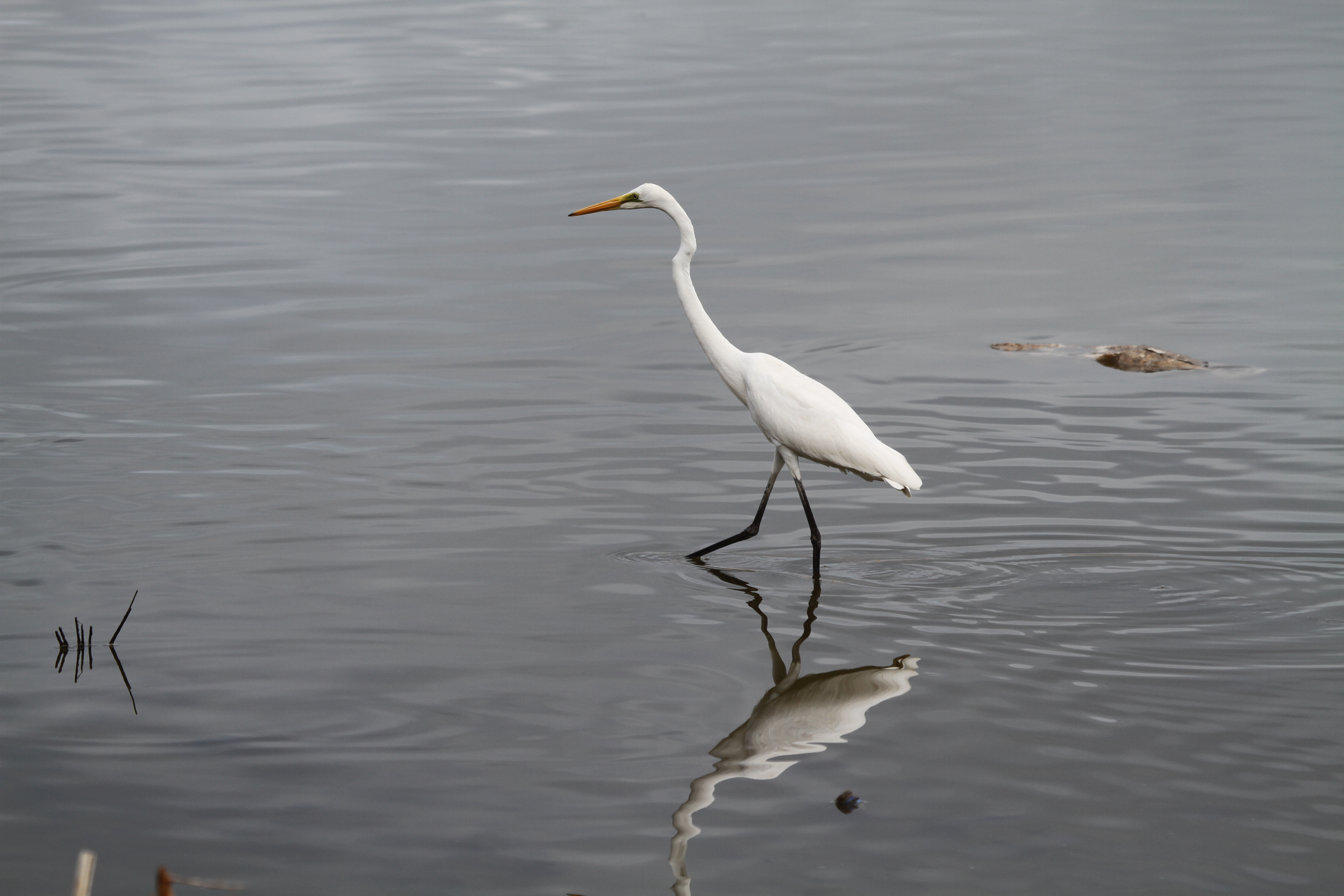
Ein Kuhreiher
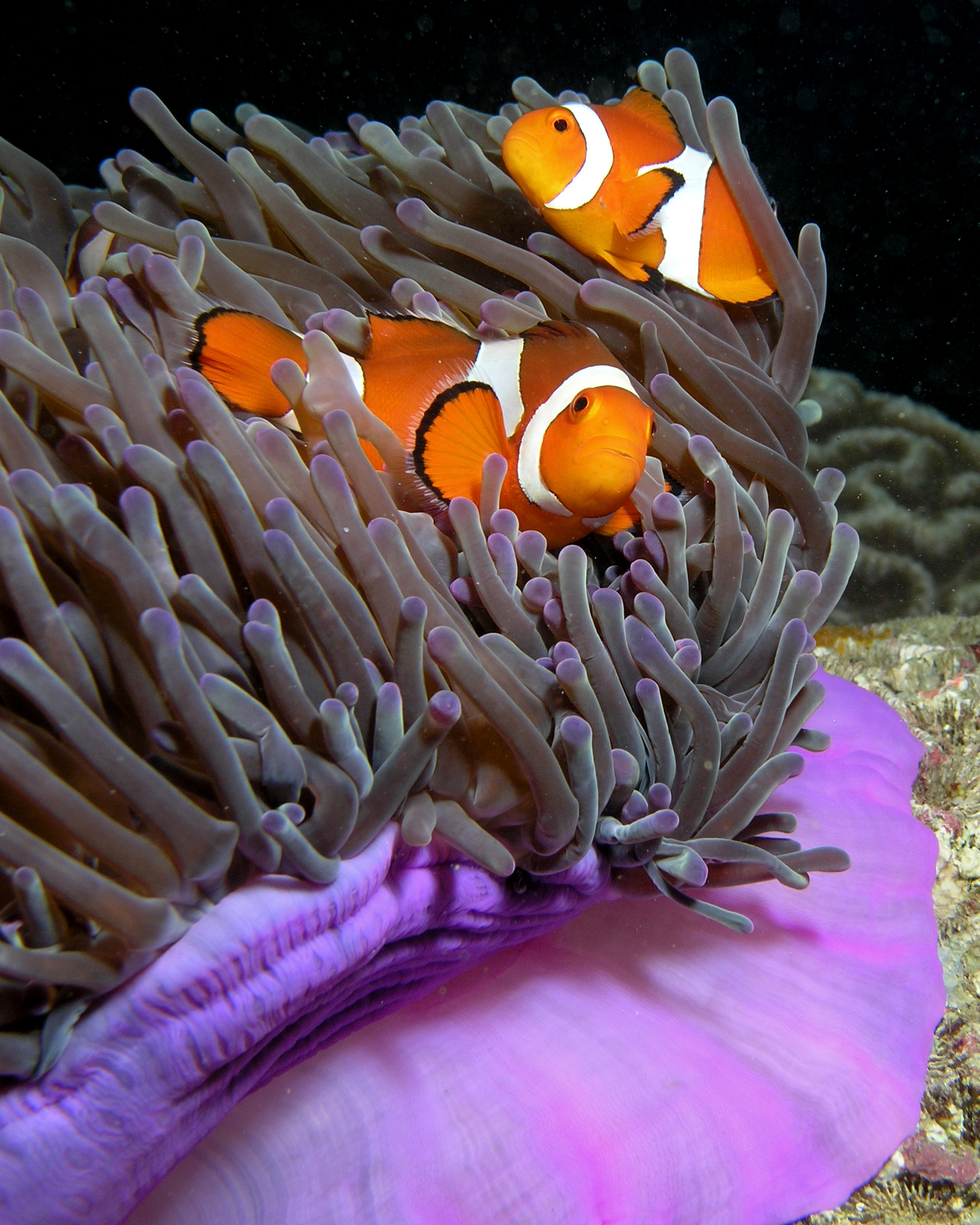
Clownfische in einer Prachtanemone im Meer vor Tasitolu
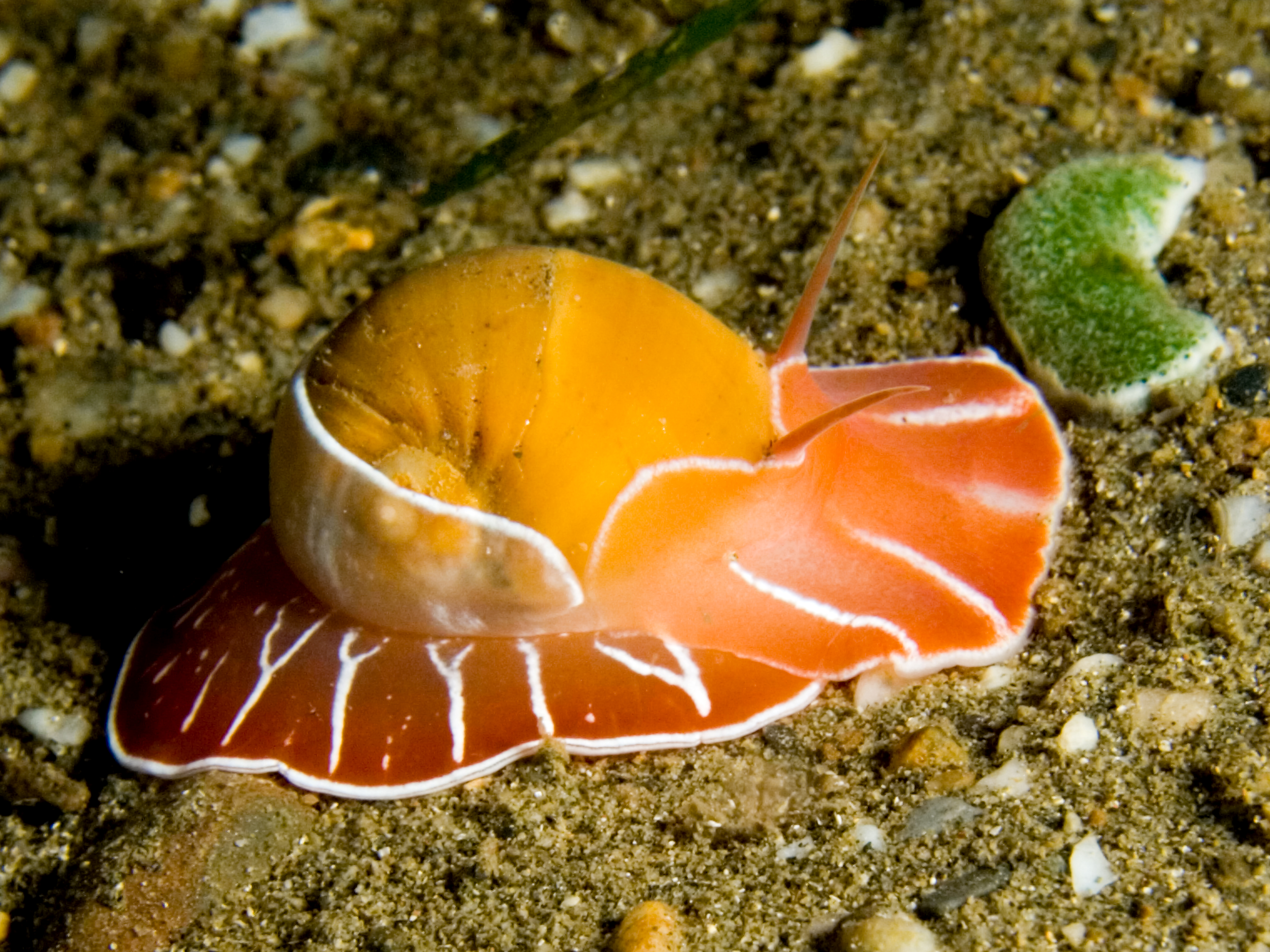
Mondschnecke am Tauchplatz Tasitol